# Octombrie 2022
Acest articol este generat integral pe baza informațiilor din articolul 2022 și este actualizat periodic de un robot.
 Editările făcute în articol vor fi șterse la următoarea actualizare! Dacă doriți să faceți modificări, editați articolul-sursă.

ianuarie -
februarie -
martie -
aprilie -
mai -
iunie -
iulie -
august -
septembrie -
octombrie -
noiembrie -
decembrie
Octombrie 2022 a fost a zecea lună a anului și a început într-o zi de sâmbătă.

## Evenimente
- 1 octombrie: Un conflict între suporteri și poliția locală are loc în timpul unui meci de fotbal pe stadionul Kanjuruhan din Regenția Malang, Java de Est, Indonezia, 131 de persoane fiind ucise și peste 500 rănite.
- 1 octombrie: Alegeri parlamentare în Letonia.
- 2 octombrie: Alegeri generale în Bosnia și Herțegovina.
- 2 octombrie: Alegeri parlamentare în Bulgaria. Partidul Cetățenii pentru Dezvoltarea Europeană a Bulgariei condus de premierul de atunci Boiko Borisov a câștigat alegerile anticipate cu 23% din voturi.
- 5 octombrie: OPEC+ impune o reducere a producției de până la 2 milioane de barili pe zi.
- 7 octombrie: Președintele rus Vladimir Putin împlinește 70 de ani.
- 8 octombrie: Invazia Rusiei în Ucraina (2022): O explozie are loc pe Podul Crimeea care leagă Crimeea și Rusia, provocând prăbușirea parțială a singurului pod rutier dintre Peninsula Crimeea și Rusia continentală și ucigând trei persoane. Două zile mai târziu, Rusia desfășoară atacuri cu rachete în toată Ucraina, cele mai răspândite de la începutul invaziei, inclusiv atacuri în capitala Kiev.
- 9 octombrie: Atacul aerian rusesc asupra unei clădiri rezidențiale din orașul ucrainean Zaporijia s-a soldat cu 13 morți.
- 9 octombrie: Alegeri prezidențiale în Austria. Președintele Austriei, ecologistul Alexander van der Bellen, a câștigat în al doilea mandat, învingându-se pe populistul de dreapta Walter Rosenkranz.
- 14 octombrie: Doi protestatari ecologiști din grupul Just Stop Oil au aruncat supa de roșii peste tabloul Floare-soarelui al lui Vincent van Gogh, expus la Galeria Națională din Londra. Pictura a fost acoperită cu sticlă și a fost nevătămată, cu excepția unor daune minore ale cadrului. Cei doi activiști au fost arestați, iar tabloul a fost expus din nou mai târziu în acea zi.
- 16-23 octombrie: Al 20-lea Congres Național al Partidului Comunist Chinez: Xi Jinping este reales ca secretar general al Partidului Comunist Chinez de către Comitetul Central, începând cu al treilea mandat ca lider suprem al Chinei.
- 18 octombrie: Liderul opoziției de centru-dreapta Ulf Kristersson este ales al 35-lea prim-ministru al Suediei, după o lună de la alegerile din 11 septembrie, înlocuind-o pe social-democrata Magdalena Andersson și partidele de centru-dreapta sa format un guvern de coaliție cu Moderați, Creștin-Democrați și Liberali.
- 20 octombrie: Liz Truss demisionează din funcția de prim-ministru al Regatului Unit după 45 de zile, devenind premierul cu cel mai scurt mandat din istoria Marii Britanii.

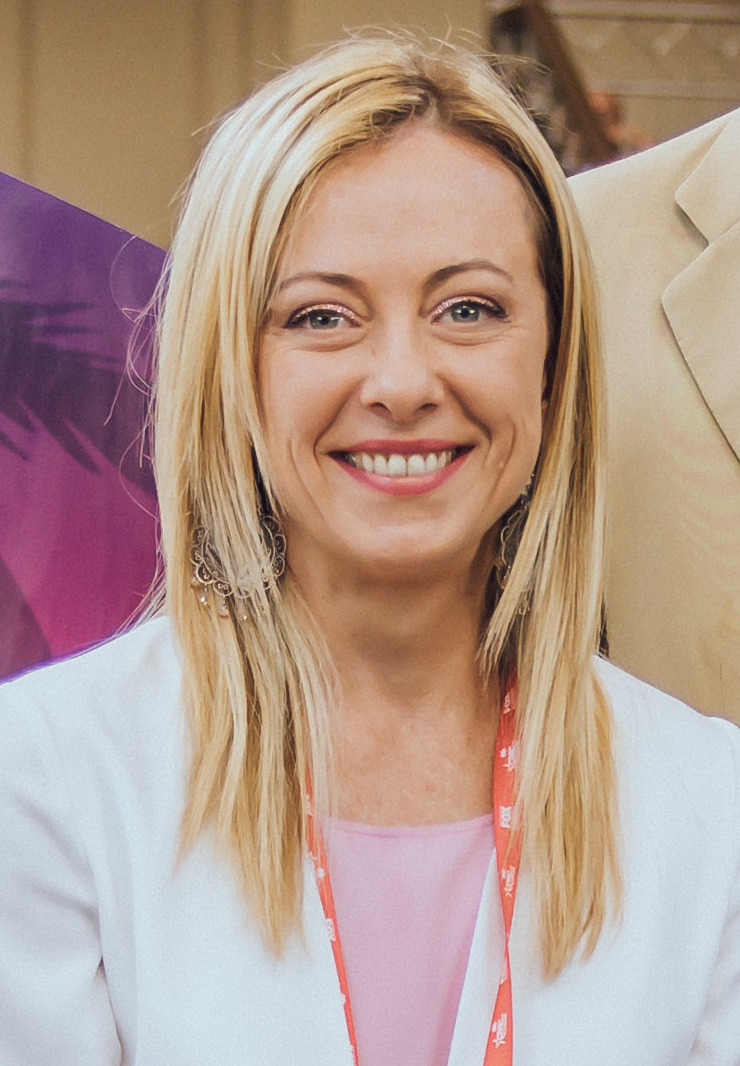
Giorgia Meloni a devenit a 60-a Prim-ministru al Italiei, în locul lui Mario Draghi, ea a devenit prima femeie Prim-ministră din istoria recentă a Italiei după 1945.

- Giorgia Meloni a devenit a 60-a Prim-ministru al Italiei, în locul lui Mario Draghi, ea a devenit prima femeie Prim-ministră din istoria recentă a Italiei după 1945.22 octombrie: Președinta Partidului Conservatorilor și Reformiștilor Europeni Giorgia Meloni a fost investită din funcția de Prim-minstru al Italiei, succedându-se pe Mario Draghi, ea a devenit prima femeie Prim-ministră din istoria recentă a Italiei după 1945.
- 25 octombrie: Pe fondul unei crize guvernamentale, Rishi Sunak a devenit prim-ministru al Regatului Unit, primul asiatic britanic care deține funcția, după demisia lui Liz Truss săptămâna precedentă, după un mandat de 45 de zile.
- 28 octombrie: Elon Musk și-a finalizat achiziția Twitter, în valoare de 44 de miliarde de dolari.
- 28 octombrie: Sam Matekane, un magnat al mineritului de diamante, a depus jurământul ca prim-ministru al Lesotho după ce a obținut o victorie la alegerile din 7 octombrie.
- 29 octombrie: Cel puțin 154 de persoane au murit și alte 82 au fost rănite într-o zdrobire de mulțime în timpul festivităților de Halloween din Seul, Coreea de Sud.
- 29 octombrie: Invazia Rusiei în Ucraina (2022): Ca răspuns la un presupus atac cu dronă ucraineană împotriva flotei Mării Negre, Rusia anunță că va suspenda un acord intermediat de ONU privind transportul de cereale, care a dus la scăderea prețurilor la alimente la nivel mondial.
- 30 octombrie: Prăbușirea unui pod suspendat din Gujarat, India, a făcut cel puțin 141 de morți.
- 30 octombrie: Alegeri prezidențiale în Brazilia. Luiz Inácio Lula da Silva îl învinge pe actualul președinte Jair Bolsonaro într-un tur de scrutin după ce niciunul dintre candidați nu și-a asigurat majoritatea în primul tur de scrutin.

## Decese
- 3 octombrie: Douglas Kirkland, 88 ani, fotograf canadian (n. 1934)
- 3 octombrie: Florin Zalomir, 41 ani, sabrer român, vicecampion olimpic (2012), campion mondial (2009) și campion european (2006), (n. 1981)
- 4 octombrie: Günter Lamprecht, 92 ani, actor german (n. 1930)
- 7 octombrie: Onisim Colta, 70 ani, pictor, scenograf român, conferențiar universitar (n. 1952)
- 8 octombrie: Romeo Pop, 70 ani, actor român de film și teatru (n. 1952)
- 10 octombrie: Emeric Arus, 84 ani, scrimer român (n. 1938)
- 10 octombrie: Dan Fătuloiu, 66 ani, chestor român de poliție (n. 1956)
- 10 octombrie: Ovidiu Verdeș, 59 ani, scriitor și profesor universitar român (n. 1963)
- 11 octombrie: Doru Ana, 68 ani, actor român de teatru și film (n. 1954)
- 11 octombrie: Angela Lansbury (Angela Brigid Lansbury), 96 ani, actriță engleză de teatru, televiziune și film (n. 1926)
- 11 octombrie: Iolanda Malamen, 74 ani, poetă, prozatoare, cronicar de artă și pictoriță română (n. 1948)
- 12 octombrie: Ion Rățoi, 80 ani, atlet român (n. 1941)
- 14 octombrie: Robbie Coltrane (n. Anthony Robert McMillan), 72 ani, actor, comedian și autor scoțian (Harry Potter), (n. 1950)
- 14 octombrie: Mariana Nicolesco, 73 ani, solistă de operă (soprană) română (n. 1948)
- 16 octombrie: Darius Vlad Crețan (NOSFE), 37 ani, cântăreț român și trapper (n. 1985)
- 18 octombrie: Tom Maddox, 77 ani, scriitor american de literatură științifico-fantastică (n. 1945)
- 18 octombrie: Eugen Simion, 89 ani, critic și istoric literar, editor, eseist, profesor universitar român, membru titular al Academiei Române, președinte (1998–2006), (n. 1933)
- 19 octombrie: Gheorghe Mencinicopschi, 73 ani, biolog, biochimist și cercetător român (n. 1949)
- 20 octombrie: Anton Doncev, 92 ani, scriitor bulgar de romane istorice și scenarist de filme dramatice istorice bulgare (n. 1930)
- 21 octombrie: Masato Kudo, 32 ani, fotbalist japonez (atacant), (n. 1990)
- 22 octombrie: Leszek Engelking, 67 ani, poet, prozator, eseist, critic literar, profesor universitar și traducător polonez (n. 1955)
- 24 octombrie: Ion Corcimaru, 84 ani, medic din R. Moldova, specialist în terapie, membru corespondent al Academiei de Științe a Moldovei (n. 1938)
- 26 octombrie: Crisostom Dantz, 78 ani,  antrenor român de handbal (n. 1944)
- 26 octombrie: Simina Mezincescu, 93 ani, campioană de curse automobile din România antebelică, deținută politică (n. 1928)
- 28 octombrie: Hanneli Goslar, 93 ani, supraviețuitoare israeliană al Holocaustului născută în Germania (n. 1928)
- 28 octombrie: Jerry Lee Lewis, 87 ani, solist și pianist american de muzică rock and roll, rockabilly și country (n. 1935)
- 31 octombrie: Andrew Prine (Andrew Lewis Prine), 86 ani, actor american (Brigada diavolului), (n. 1936)
- 31 octombrie: Keith Taylor, 69 ani, politician britanic, membru al Parlamentului European (2010–2019), (n. 1953)